# Санђеру де Падуре (Муреш)
Санђеру де Падуре (рум. Sângeru de Pădure) насеље је у Румунији у округу Муреш у општини Ернеј. Oпштина се налази на надморској висини од 367 m.

## Становништво
Према подацима из 2002. године у насељу је живело 399 становника.

### Попис2002.
| Расподела становништва по националности 2002.‍ | Расподела становништва по националности 2002.‍ | Расподела становништва по националности 2002.‍ | Расподела становништва по националности 2002.‍ | Расподела становништва по националности 2002.‍ |
| --------------------------------------------- | --------------------------------------------- | --------------------------------------------- | --------------------------------------------- | --------------------------------------------- |
|                                               |                                               |                                               |                                               |                                               |
| Румуни                                        | Румуни                                        |                                               | 180                                           | 45,1%                                         |
| Мађари                                        | Мађари                                        |                                               | 99                                            | 24,8%                                         |
| Роми                                          | Роми                                          |                                               | 120                                           | 30,1%                                         |